# Héliopolis (Argélia)
Héliopolis (em árabe: ھيليوبوليس) é uma cidade e comuna localizada na província de Guelma, Argélia. Segundo o censo de 2008, a população total da cidade era de 26 328 habitantes.